# Maria Àngels Alabert i Feliu
Maria Àngels Alabert i Feliu (Girona, 14 de setembre de 1937) és una pianista i compositora que va impartir classes de piano, música de cambra, composició, harmonia, contrapunt, fuga i història de la música al Conservatori de Música Isaac Albéniz de Girona. Va estudiar al Conservatori del Liceu de Barcelona i, a finals dels anys 1970, li van atorgar el títol de professora superior de música. És compositora d'obres per a piano, orquestra i cor.
Va ser membre permanent del jurat en molts concursos. Avui en dia forma part del grup Paraula de Poeta, des de la seva creació l'any 1991. Ha sigut membre assessor del Departament de Cultura Popular de la Generalitat de Catalunya durant molts anys.
Maria Àngels Alabert va ser la fundadora (1979) i directora del Cor Maragall de Girona durant trenta anys, on ha dirigit un ampli repertori d'obres. L'any 2009 se li va retre un homenatge en el tradicional Concert de Fires per Tots Sants.